# Tomasz Ważny (poeta)
Tomasz Ważny (ur. 1979) – polski poeta i prozaik mieszkający w Jeleniej Górze.
Debiutował publikacją tekstów poetyckich w lubuskim piśmie „Pro Libris” w roku 2002. W kolejnych latach zamieszczał swoje wiersze w takich pismach jak „Odra”, „Kresy”, „Dekada literacka”, „Pro Arte”, „Portret”, „Kursywa”, „Akcent”, „Lampa”, „Cegła”. W 2006 trafił do finału projektu Połów dla autorów przed debiutem książkowym, organizowanego przez Biuro Literackie, co zaowocowało publikacją arkusza poetyckiego Różne rodzaje (2007) oraz występem na festiwalu Port Wrocław. W 2019 ukazała się jego debiutancka książka poetycka Godzina wychowawcza nominowana do Nagrody Literackiej im. Wiesława Kazaneckiego 2019 w kategorii: najlepszy ogólnopolski poetycki debiut roku. W 2020 zdobył wyróżnienie w ramach Ogólnopolskiego Konkursu Literackiego im. Artura Fryza na debiutancką książkę poetycką poprzedniego roku. W 2019 roku nakładem wydawnictwa j z Wrocławia ukazała się debiutancka książka prozatorska Ważnego Na kanwie.

## Poezja
- 2007: Różne rodzaje (Biuro Literackie, Wrocław)
- 2019: Godzina wychowawcza (wydawnictwo j, Wrocław)
- 2021: Będą mi mówić (wydawnictwo j, Wrocław)

## Proza
- 2019: Na kanwie (wydawnictwo j, Wrocław)